# روییشته (بویواتس)
روییشته (به صربی: Rujište) یک منطقهٔ مسکونی در صربستان است که در Boljevac واقع شده‌است. روییشته ۴۷۰ نفر جمعیت دارد.